# Prvenstvo Anglije 1880
Prvenstvo Anglije 1880 v tenisu.

## Moški posamično
John Hartley :  Herbert Lawford, 6-3 6-2 2-6 6-3